# Lepetidae
De Lepetidae of diepwatermutsen is een familie van weekdieren die behoort tot de onderklasse Patellogastropoda van de klasse der Gastropoda (buikpotigen of slakken). Deze familie werd door J.E. Gray in 1850 ingevoerd.

## Kenmerken
Ze hebben kleine, dunschalige, meestal vrijwel kleurloze, schotel- of mutsvormige horens met een glad of zwakgeribd oppervlak. Het zijn dieren zonder ogen.

## Verspreiding en leefgebied
Lepetidae komen voornamelijk voor in het Arctische gebied en in dieper water, onder andere langs de Noorse kust. Fossiel komen soorten in het Noordzeegebied tijdens het Plioceen voor.

## Taxonomie
De familie is als volgt ingedeeld:
- Onderfamilie Lepetinae Gray, 1850
  - Geslacht Bathylepeta Moskalay, 1977
  - Geslacht Cryptobranchia Middendorff, 1851
  - Geslacht Iothia Forbes, 1849
  - Geslacht Lepeta J. E. Gray, 1842
  - Geslacht Limalepeta Moskalev, 1978
  - Geslacht Maoricrater Dell, 1956
  - Geslacht Notocrater (Suter, 1908)

- Onderfamilie Propilidiinae Thiele, 1891
  - Geslacht Propilidium Forbes and Hanley, 1849
  - Geslacht Sagamilepeta Okutani, 1987

## Taxonomie volgens WoRMS in geslachten
- Bathylepeta Moskalev, 1977
- Cryptobranchia Middendorff, 1851
- Dallia Jeffreys, 1883
- Iothia Forbes, 1849
- Lepeta Gray, 1847
- Limalepeta Moskalev, 1977
- Maoricrater Dell, 1956
- Propilidium Forbes & Hanley, 1849
- Sagamilepeta Okutani, 1987